# لیگ برتر فوتبال بوسنی و هرزگوین
لیگ برتر فوتبال بوسنی و هرزگوین 
(به بوسنیایی: Premijer liga Bosne i Hercegovine) معتبرترین لیگ فوتبال در کشور بوسنی و هرزگوین است که از سال ۱۹۹۴ تاکنون برگزار می‌شود. این لیگ با حضور ١٢ تیم که از سراسر کشور بوسنی و هرزگوین در آن شرکت می‌کنند برگزار می‌شود.
باشگاه فوتبال زرینیسکی موستار با ۸ قهرمانی پرافتخارترین تیم این سری مسابقات به حساب می‌آید.